# Radioaktiver Rückstoß
Radioaktiver Rückstoß (englisch radioactive recoil) bezeichnet den Rückstoß, den ein Atomkern beim radioaktiven Zerfall aufgrund der Impulserhaltung erfährt.
Beispielsweise erhält der Blei-206-Kern, der aus einem Polonium-210-Kern durch Alpha-Zerfall (also Abgabe eines Helium-4-Kerns) entsteht, durch den Rückstoß eine kinetische Energie von etwa 2 % der Energiefreisetzung des Alphazerfalls von 5,3 MeV, also rund 100 keV. Diese Energie reicht aus, Molekülbindungen zu zerstören und unter geeigneten Bedingungen eine räumliche Trennung der entstandenen Tochteratome von ihren Mutteratomen zu bewirken.
Der radioaktive Rückstoß wurde erstmals 1904 von Harriet Brooks bemerkt, als sie nicht-radioaktive Platten in die Nähe radioaktiver Quellen brachte und beobachtete, dass diese Aktivität entwickelten. Aber erst Ende 1908 wurde von Otto Hahn der radioaktive Rückstoß experimentell tatsächlich nachgewiesen und erklärt. Unter dem Titel Über eine neue Erscheinung bei der Aktivierung mit Aktinium wurde Hahns Arbeit Anfang 1909 in der Physikalischen Zeitschrift veröffentlicht. Darin heißt es unter anderem:

„Der Zerfall eines radioaktiven Atoms geschieht bekanntlich explosionsartig, die alpha-Strahlen erreichen eine Geschwindigkeit bis zu 1/10, die Elektronen nahezu volle Lichtgeschwindigkeit. Zerplatzt nun ein derartiges radioaktives Atom, so wird das übrigbleibende Restatom durch das Ausschleudern der Elektronen oder mehr noch der alpha-Strahlen einen Rückstoss bekommen, ähnlich wie eine Kanone, wenn das Geschoss den Lauf verlässt. Die Geschwindigkeit des Restatoms bestimmt sich daher nach dem Schwerpunktsatz.“

Praktisch der gleiche Effekt (obwohl keine Radioaktivität im Spiel ist) wird in der Szilárd-Chalmers-Reaktion zur Abtrennung der Produktatome aus (n,γ)-Kernreaktionen benutzt; hierbei bewirkt der Rückstoß bei der Emission des Gammaquants die Lösung des neu entstandenen Atoms aus seiner chemischen Bindung.
Bei der Messung von Gammaspektren ist der Rückstoß, der zu einer Verbreiterung der Spektrallinien führt, unerwünscht und kann durch Einbau der Atome in ein Kristallgitter stark verkleinert werden (Mößbauer-Effekt).